# Pont Prek Kdam
Le pont Prek Kdam est un pont traversant le Tonlé Sap à Ponhea Lueu province de Kandal, au Cambodge. 